# Phegornis mitchellii

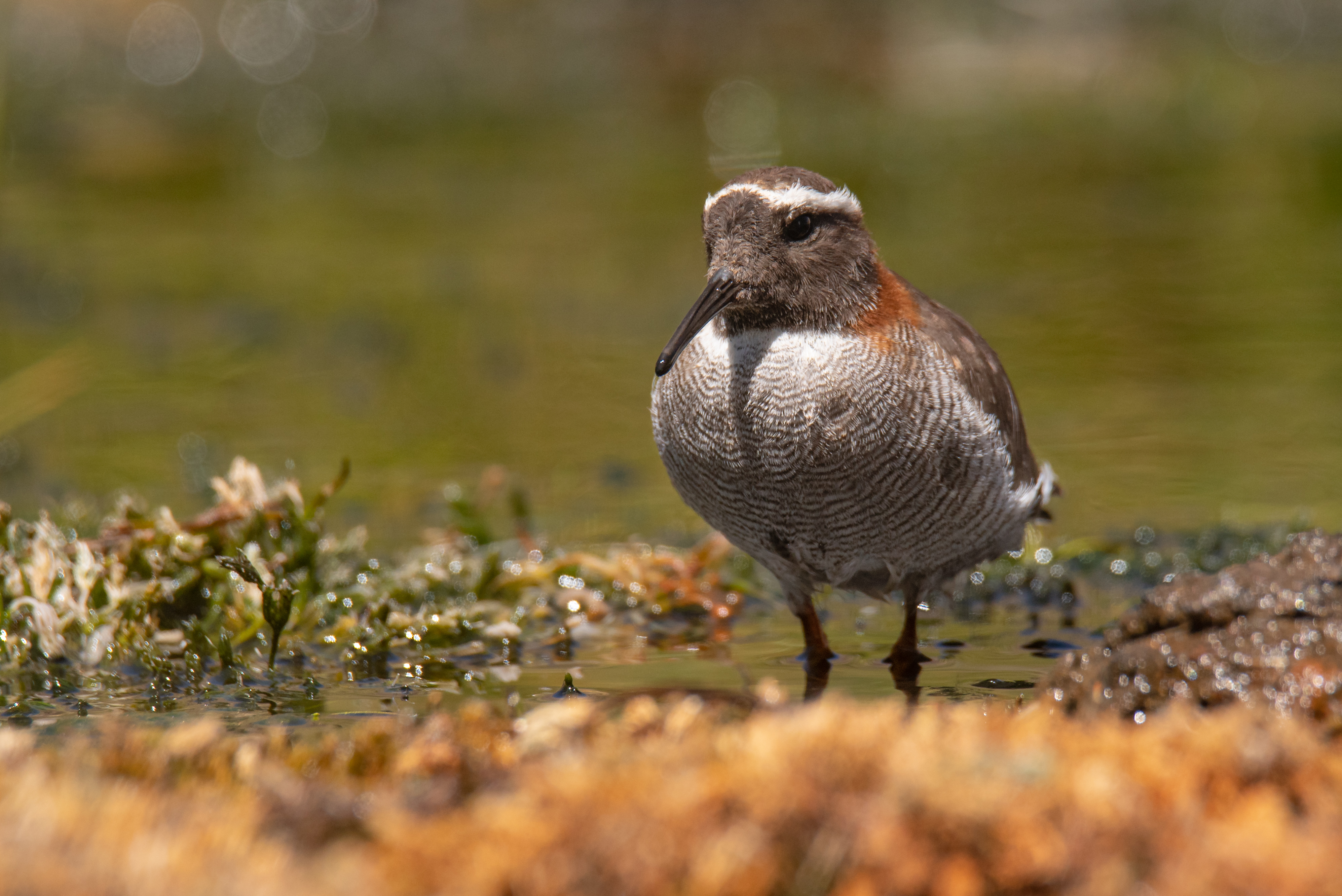
Individuo al borde de bofedal altoandino

El chorlitejo cordillerano (Phegornis mitchellii), conocido también como chorlito cordillerano, chorlito de las ciénagas o chorlito de vincha,  es una especie de ave en la familia Charadriidae. Es monotípica con el género Phegornis y se la encuentra en Argentina, Bolivia, Chile y Perú. Sus hábitats naturales son los pastizales de altura y los pantanos.